# Cyclophora dataria
Cyclophora dataria là một loài bướm đêm trong họ Geometridae.